# Interféromètre de Mach-Zehnder

Principe de l'interféromètre de Mach-Zehnder.

L'interféromètre de Mach-Zehnder est un interféromètre optique créé en 1891 et 1892 par Ludwig Mach – fils d'Ernst Mach – et Ludwig Zehnder, dont le principe est très proche de celui de l'interféromètre de Michelson. Il est constitué de deux miroirs et de deux miroirs semi-réfléchissants. Comme le montre le schéma ci-contre, un faisceau de lumière cohérente est divisé en deux, puis ces deux faisceaux sont alors recombinés à l'aide d'un miroir semi-réfléchissant. Ils vont donc pouvoir interférer entre eux. La figure d'interférences ainsi obtenue permet de réaliser des mesures très précises sur la source de lumière et sur tout échantillon transparent placé sur le trajet d'un des deux faisceaux. On peut par exemple mesurer un défaut de parallélisme des faces d'une lame de verre, ou encore un défaut de planéité ou de sphéricité.
Outre l'application classique destinée à la mesure qui repose essentiellement sur une vision ondulatoire de la lumière, cet instrument permet de mettre en évidence un phénomène quantique. En effet, si on envoie une onde plane lumineuse dans l'instrument, celle-ci est divisée en deux, puis recombinée en phase sur l'une des deux sorties et en opposition de phase sur l'autre. Il en résulte qu'une seule des deux sorties présente de la lumière. Cependant, si l'on réduit le flux jusqu'à envoyer un seul photon, celui-ci étant indivisible, une vision classique imposerait qu'il passe par un seul des deux chemins, avec une probabilité imposée par le coefficient de réflexion du premier miroir semi-réfléchissant. On aurait alors une probabilité non nulle de récupérer un photon sur les deux sorties. Or, on peut effectivement observer qu'une seule des deux voies présente une sortie de lumière : l'interférence a lieu même quand le flux lumineux est réduit à une émission photon par photon.
À ce titre, cet interféromètre est très utilisé dans les expériences de mécanique quantique pour sa capacité à mettre en évidence l'aspect ondulatoire ou corpusculaire du photon (voir dualité onde-corpuscule), de manière semblable, mais beaucoup plus claire que les fentes de Young : tant que le photon reste sous sa forme ondulatoire dans le dispositif, il interfère avec lui-même, et seule une voie de sortie est activée. À partir du moment où le photon prend sa forme corpusculaire dans le dispositif (parce qu'il est mesuré ou perturbé, ou – de manière beaucoup plus intéressante – parce qu'il pourrait l'être), l'interférence n'a pas lieu et les deux sorties peuvent être activées.

## Fonctionnement normal détaillé

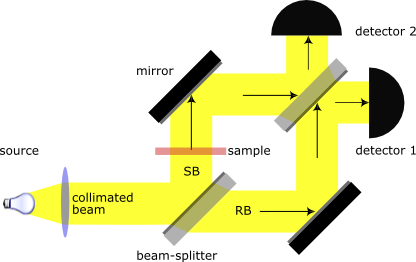
Mach-Zehnder interferometer.

Une source envoie un faisceau de lumière cohérente qui est collimatée afin de produire une onde plane.
- Un faisceau réfléchi sur un milieu d'indice plus élevé subit un déphasage de {\displaystyle \pi }. C'est le cas si le faisceau est réfléchi sur un miroir ou sur la face avant de la lame semi-réfléchissante.
- Un faisceau réfléchi sur la face arrière de la lame semi-réfléchissante est réfléchi sur un milieu d'indice plus faible, l'air. Il ne subit pas de déphasage.
- La traversée de l'épaisseur du verre produit également un certain déphasage, dont il faut tenir compte.

Trajet du faisceau SB vers le détecteur 1 : Il a été réfléchi 2 fois avec un déphasage de π, puis a traversé une épaisseur de verre.
Trajet du faisceau RB vers le détecteur 1 : Il a traversé une épaisseur de verre puis a été réfléchi 2 fois avec un déphasage de π.

Trajet du faisceau SB vers le détecteur 2 : Il a été réfléchi 2 fois avec un déphasage de π, une fois sans déphasage et il a traversé deux épaisseurs de verre.
Trajet du faisceau RB vers le détecteur 2 : Il a été réfléchi une fois avec un déphasage de π et a traversé 2 épaisseurs de verre.
Résultat:

### Conséquences d'un déphasage

Cas d'un déphasage

Le fait d'introduire un échantillon d'épaisseur "e" et d'indice de réfraction "n"
provoque une différence de marche temporelle :

{\displaystyle \Delta t={\frac {e}{c}}-{\frac {e}{c_{0}}}={\frac {e}{c_{0}}}(n-1)avec:c=c_{0}/n}

Soit un déphasage entre les 2 faisceaux : {\displaystyle \Delta \Phi =2\pi {\frac {\Delta t}{T}}={\frac {2\pi e(n-1)}{\lambda }}}

(modifiant la répartition du faisceau entre les 2 détecteurs)

Soit {\displaystyle \Psi _{0}(|\Psi _{0}^{2}|=1)} la fonction d'onde sans échantillon au détecteur 1,

Avec l'échantillon, la fonction d'onde au détecteur 1 devient :
{\displaystyle \Psi _{1}=\Psi _{0}{\frac {1+\exp(i\Delta \Phi )}{2}}}
soit la probabilité {\displaystyle P_{1}=\cos ^{2}({\frac {\Delta \Phi }{2}})}

Et au détecteur 2 :
{\displaystyle \Psi _{2}=\Psi _{0}{\frac {1-\exp(i\Delta \Phi )}{2}}}
soit la probabilité {\displaystyle P_{2}=\sin ^{2}({\frac {\Delta \Phi }{2}})}

## Expériences à un photon

Fonctionnement photon par photon. Comment un photon sortant par A a-t-il connaissance d'un obstacle en M ?

Lorsque l'on réduit l'intensité lumineuse, on constate également que seule une des sorties transmet (ici la sortie B), même si le flux est réduit à un photon à la fois. De même que pour les fentes de Young, la fonction d'onde de chaque photon parcourt les deux chemins et interfère sur le dernier miroir réfléchissant, de sorte que seule l'onde vers B est constructive. 
Chaque photon parcourt ainsi, d'une certaine manière, les deux chemins à la fois. Plus exactement, selon les principes de la mécanique quantique, le photon n'existe plus sous forme de corpuscule pendant son parcours. Il n'a plus non plus de trajectoire déterminée. Tant qu'il n'est pas détecté, il ne peut être représenté que sous la forme d'ondes d'amplitudes de probabilité qui se diffusent simultanément dans tous les chemins possibles.
Si on introduit un obstacle sur la branche sud de l'interféromètre, on constate que certains photons peuvent sortir, cette fois-ci, par la sortie A (avec une probabilité de 1/4). 
La question est de savoir comment un photon, sorti par A, et donc ayant suivi le chemin non obturé, connaît l'existence d'un obstacle en M ? En effet, si le photon sort en A, c'est qu'il a nécessairement emprunté le chemin nord car s'il avait emprunté le chemin sud, il aurait été absorbé par l'obstacle M. Donc si un photon sort en A, on est sûr qu'un obstacle est présent sur le chemin sud, mais il ne s'est rien passé en M. Comment peut-on acquérir de l'information sur M sans lui envoyer d'énergie ? Ce problème est le problème de la contrafactualité en physique quantique.
Kwiat et al. ont conçu une méthode (à base de filtres de polarisation) permettant de tester si l'obstacle M, qui absorberait le photon, réduit aussi proche de 0 qu'on le désire, la probabilité qu'un photon réel frappe l'objet testé.

#### Expériences mettant en jeu un interféromètre de Mach-Zehnder
- Contrafactualité (physique)
- Expérience de la gomme quantique à choix retardé
- paradoxe de Hardy